# Бой при Сент-Люсии
Бой при Сент-Люсии (англ. Battle of St. Lucia, также фр. Bataille de Cul-de-Sac) — морской бой 15 декабря 1778 года у острова Сент-Люсия в Вест-Индии во время американской войны за независимость, между французской и британской эскадрами.

## Предыстория
7 сентября 1778 года, французский губернатор Мартиники, маркиз де Буйе, сделал перввый крупный ход войны в Вест-Индии: застал врасплох и захватил британский остров Доминика. 4 ноября, французский адмирал граф д’Эстен вышел в Вест-Индию из Бостона. В тот же день, в подкрепление британскому флоту в Вест-Индии, от Санди-Хук Нью-Йорк был направлен коммодор Уильям Хотэм. Хотэм имел «пять линейных, бомбический корабль, несколько фрегатов, и большой конвой». Конвой состоял из 59 транспортов, доставлявших 5000 человек генерал-майора Гранта. Французский флот сбил с курса сильный шторм, не дав ему прибыть в Карибский бассейн раньше британского. Адмирал Самуэль Баррингтон, британский командующий на Подветренных островах, соединился с вновь прибывшим Хотэмом 10 декабря на острове Барбадос. Людям Гранта не было разрешено сойти на берег и они провели следующие несколько дней на борту транспортов. Баррингтон и Хотэм вышли к острову Сент-Люсия утром 12 декабря.
Вечером 13 декабря и утром 14 декабря, генерал-майор Джеймс Грант, при поддержке дополнительных войск (бригадный генерал Уильям Медоуз и бригадный генерал Роберт Прескотт), высадился в бухте Большой тупик (фр. Grand Cul-de-Sac), Сент-Люсия. Грант и Прескотт взяли под контроль высоты вокруг бухты, в то время как Медоуз продолжал наступать и взял полуостров Вижи́ (фр. La Vigie), господствующий над бухтой Килевания (Каренаж, фр. Carénage), на следующее утро (14 декабря). И вовремя. Именно 14 декабря прибыл французский флот д’Эстена, вынудив адмирала Баррингтона построить линию баталии и отказаться от плана перевести транспорты в бухту Килевания.

## Ход боя

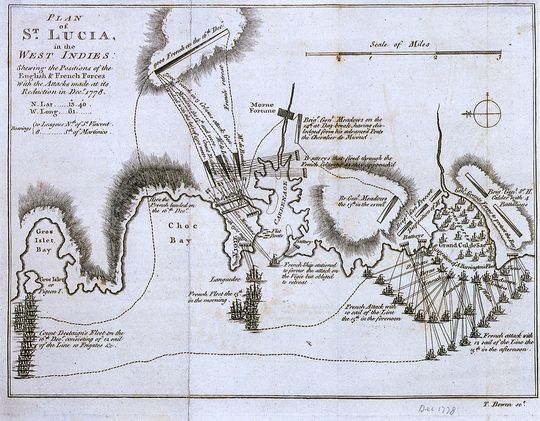
Бой при Сент-Люсии; план: атака с моря (справа) и с суши (в центре); гравюра, ок. 1780

О присутствии французского флота Баррингтона предупредил HMS Ariadne. Адмирал организовал линию так, что HMS Isis (50) и три фрегата (HMS Venus, HMS Aurora, и Ariadne) стояли ближе к берегу, охраняя подход с наветра, а свой флагман, HMS Prince of Wales, он поставил с подветра. Транспорты он перевел внутрь бухты, позади линии. На организацию обороны ушла вся ночь 14 декабря, и к 11:00 15 декабря большинство транспортов благополучно укрылись за линией баталии.
В 11 часов 15 декабря адмирал д’Эстен подошел к Сент-Люсии с 10 линейными кораблями, и был обстрелян одной из береговых батарей. Затем Д’Эстен двинулся атаковать Баррингтона, двигаясь вдоль линии с конца. Между эскадрами завязалась «горячая перестрелка», с британской стороны при поддержке двух береговых батарей. Д’Эстен был отбит, но успешно перегруппировал свою линию. В 16:00 часов он возобновил атаку в обратном направлении, с двенадцатью линейными кораблями напав на центр Баррингтона. Эскадры снова обменялись сильным огнём и в конечном итоге французы были снова отбиты. Баррингтон исполнил в миниатюре оборону бухты, спустя три года показанную Худом при Сент-Киттсе.

## Атака с суши
16 декабря адмирал д’Эстен, казалось, готовился к третьей атаке линии Баррингтона, но затем отошел к наветру. Вечером 16 декабря он встал на якорь в бухте Гро Иле́ (англ. Gros Islet Bay) с «десятью фрегатами, двенадцатью линейными, и т. д.» Не добившись прорыва с моря, французы решились на десант. Высаженный в бухте Шок при артиллерийской поддержке с кораблей 7-тысячный корпус тремя колоннами (де Буйи, де Лаварда, д’Эстен) начал наступление. С кораблями вели перестрелку береговые батареи. Но взять крутые укрепленные склоны Вижи оказалась непростой затеей. Потеряв около 850 человек, французы отказались продолжать атаку. Они вернулись на корабли, в то время как Баррингтон продолжал укреплять позиции.

## Итог
Неспособность адмирала д’Эстена прорвать линию Баррингтона 15 декабря подписала приговор французскому гарнизону, который сдался 28 декабря. И Баррингтон, и Грант, благодаря решительным и своевременным действиям одержали стратегическую победу при расстановке сил не в свою пользу. Сент-Люсия оставалась в британских руках всю войну (и всю следующую тоже) и послужила базой английскому флоту, особенно в 1782 году, когда Родни с неё перехватил де Грасса у островов Всех Святых.

## Силы сторон
| Британская эскадра (Баррингтон) | Британская эскадра (Баррингтон) | Британская эскадра (Баррингтон)                                 | Французская эскадра (д’Эстен) | Французская эскадра (д’Эстен) | Французская эскадра (д’Эстен)                          | Французская эскадра (д’Эстен) | Французская эскадра (д’Эстен) |
| Корабль (пушек)                 | Ранг                            | Командир                                                        | Корабль (пушек)               | Ранг                          | Командир                                               | Экипаж                        | в том числе офицеров          |
| ------------------------------- | ------------------------------- | --------------------------------------------------------------- | ----------------------------- | ----------------------------- | ------------------------------------------------------ | ----------------------------- | ----------------------------- |
| Prince of Wales (74)            | 3 (линейный)                    | флагман, контр-адмирал Самуэль Баррингтон капитан Benjamin Hill | Languedoc (80)                | линейный                      | флагман, вице-адмирал д’Эстен; капитан Boulainvilliers | 875                           | 38                            |
| Boyne (70)                      | 3 (линейный)                    | Herbert Sawyer                                                  | Tonnant (80)                  | линейный                      | Breugnon, chef; Bruyères, commandant                   | 707                           | 22                            |
| Preston (50)                    | 3 (линейный)                    | коммодор Уильям Хотэм капитан Samuel Uppleby                    | César (74)                    | линейный                      | Broves, chef; Raymondis, commandant                    | 793                           |                               |
| St. Albans (64)                 | 3 (линейный)                    | Richard Onslow                                                  | Zélé (74)                     | линейный                      | Barras                                                 | 507                           | 17                            |
| Nonsuch (64)                    | 3 (линейный)                    | Walter Griffith                                                 | Hector (74)                   | линейный                      | Moriès                                                 |                               |                               |
| Centurion (50)                  | 4 (двухдечный)                  | Richard Brathwaite                                              | Guerrier (74)                 | линейный                      | Bougainville                                           | 422                           | 22                            |
| Isis (50)                       | 4 (двухдечный)                  | John Rayner                                                     | Marseillais (74)              | линейный                      | La Poype-Vertrieux                                     | 606                           | 19                            |
| Venus (36)                      | 5 (фрегат)                      | William Peere Williams                                          | Protecteur (74)               | линейный                      | Apchon                                                 | 405                           | 14                            |
| Aurora (28)                     | 6 (фрегат)                      | James Cumming                                                   | Vaillant (64)                 | линейный                      | Chabert                                                | 542                           |                               |
| Ariadne (20)                    | 6 (post-ship)                   | Thomas Pringle                                                  | Provence (64)                 | линейный                      | Champorcin                                             | 422                           | 14                            |
|                                 |                                 |                                                                 | Fantasque (64)                | линейный                      | Suffren                                                | 432                           | 13                            |
|                                 |                                 |                                                                 | Sagittaire (50)               | двухдечный                    | Rioms                                                  |                               |                               |
|                                 |                                 |                                                                 | Chimère (32)                  | фрегат                        | Saint-Cézaire                                          | 240                           | 15                            |
|                                 |                                 |                                                                 | Engageante (26)               | фрегат                        | Gras Préville                                          |                               |                               |
|                                 |                                 |                                                                 | Alcmène (26)                  | фрегат                        | Bonneval                                               | 207                           | 11                            |
|                                 |                                 |                                                                 | Aimable (26)                  | фрегат                        | Saint-Eulalie                                          | 240                           | 9                             |